# 卡津卡农村居民点 (沃罗涅日州)
卡津卡农村居民点（俄语：Казинское сельское поселение）是俄罗斯联邦沃罗涅日州巴甫洛夫斯克区所属的一个农村居民点。其下辖有3个居民点，行政中心为大卡津卡。据2016年统计，该农村居民点的人口为1816人。